# Michael P. Pansi
Michael „Mike“ P. Pansi (* 20. Dezember 1979 in Vorarlberg) ist ein österreichischer Koch, Gastronom und Fernsehkoch. Er ist „Kulinarik Creator“ und Präsident des Verbandes der Köche Österreichs (VKÖ) sowie „Continental Director Central Europe“ der World Association of Chefs Societies.

## Werdegang
Pansi stammt aus Vorarlberg, hat aber durch seinen Vater Kärntner Wurzeln. Er entwickelte früh eine Leidenschaft für die Kochkunst, inspiriert durch die Kochkünste seiner Großmutter sowie die enge Verbindung seiner Familie zur Gastronomie. Seine Ausbildung absolvierte er in einem Hauben-Restaurant und Hotel in Dornbirn. Zudem schloss er seine schulische Ausbildung mit Auszeichnung in Schloss Hofen ab.
In den folgenden Jahren sammelte Pansi Erfahrungen in verschiedenen Spitzenrestaurants im In- und Ausland. Während dieser Zeit entdeckte er seine Begeisterung für die Pâtisserie, was ihn schließlich nach Frankreich führte. Weitere Stationen seiner beruflichen Laufbahn führten ihn bis nach Asien, insbesondere nach China, wo er seine kulinarischen Fertigkeiten und sein Fachwissen weiter vertiefte.
Seit 2012 ist Pansi als selbstständiger Gastronom tätig und etablierte das erste „Chefs Table & Pop-Up Restaurant“ in Vorarlberg. Zudem betreibt er ein Foodtruck-Catering-Unternehmen und ist für die Wirtschaftskammer Vorarlberg, Sparte Tourismus, als Obmann der Fachgruppe Gastronomie tätig. Zudem war er Mitbegründer und Kurator des „Alpen Culinary Street Food Festivals“, heute bekannt als „Vorarlberg Isst on Tour“.
Nach seiner Rückkehr nach Österreich übernahm Pansi die Leitung des österreichischen Jugendnationalteams der Köche. Im Jahr 2018 wurde er zum jüngsten Präsidenten und ersten Vorarlberger in der über 130-jährigen Geschichte des Verbandes der Köche Österreichs (VKÖ) gewählt.
Zwischen 2016 und 2022 war Pansi zudem Präsident des Koch G5, einem Zusammenschluss deutschsprachiger Kochverbände aus Deutschland, Österreich, der Schweiz, Luxemburg und Südtirol. In dieser Funktion setzte er sich für die kulinarische Ausbildung und die Vernetzung der Kochkunst ein.
Im Oktober 2024 wurde Pansi beim Weltkongress der Worldchefs in Singapur zum „Continental Director Central Europe“ gewählt. Als erster Österreicher in dieser Rolle vertritt er die Interessen von über 500.000 Köchen in den europäischen Verbänden.

## Nachwuchsförderung
Pansi hat sich besonders der Nachwuchsförderung verschrieben. Als Trainer und Teammanager des österreichischen Jugendnationalteams war er mehrfach bei internationalen Wettbewerben wie dem „Culinary World Cup“ in Luxemburg und der IKA-Olympiade der Köche Stuttgart sowie als Internationaler Wettbewerbsjuror tätig. Er erreichte als Cheftrainer des österreichischen Jugendnationalteams Olympisches Silber in der Kategorie „Hot Kitchen“ und als Teammanager des österreichischen Jugendnationalteams von 2018 bis 2022 den Weltmeistertitel.

## Auszeichnungen
- President Medal für besondere Verdienste der World Association of Chefs Societies
- Koch der Köche (2014)
- Global Master Chef GMC. (WorldChefs)
- Ehrenmitglied des Schweizer Kochverbands
- Gourmand World Cookbook Awards 2022: Das vom VKÖ veröffentlichte Buch „Culinary World Cup“ wurde als weltbestes Kochbuch in der Kategorie „Design“ ausgezeichnet und erreichte den zweiten Platz in der Kategorie „Professionelles Kochbuch“.

## Funktionen
- Continental Director Central Europa bei der World Association of Chefs Societies
- Präsident des Verband der Köche Österreichs (VKÖ)
- Internationaler Culinary Judge der World Association of Chefs Societies
- Kurator und Gründer des Alpen Culinary Street Food Festivals – heute bekannt als „Vorarlberg Isst on Tour“